# Самур
Самурът (Martes zibellina), наричан още собол, е вид хищен бозайник от семейство Порови.
Сравнително едър представител на семейството, достигащ 30 – 52 cm дължина на тялото и опашка до 19 cm.
Разпространен в Северен Урал, Сибир, Камчатка, най-северните гористи територии на Монголия, Китай и Северна Корея, островите Сахалин и Хокайдо. В миналото ареалът му достига до Финландия и западна Полша. Типичен горски бозайник, обитател на тайгата. Храни се с полевки, мишки, земеровки, зайци, птици и насекоми, нерядко и горски плодове и семена. Ражда от 3 до 7 малки, след 260 – 270 дни бременност. Все още активно ловуван заради ценената в кожухарската промишленост кожа. Отглежда се и се разселва изкуствено. Тежи 880-1800 грама. 